# Pavle Vukomanović
Pavle Vukomanović - Stipo (Gornje Kusonje, kraj Slatine, 26. lipnja 1903. — Zagreb, 13. lipnja 1977.) bio je sudionik Španjolskog građanskog rata i Narodnooslobodilačke borbe, časnik JNA i narodni heroj Jugoslavije.

## Životopis
Rođen je 1903. godine u Gornjim Kusonjama kod Slatine. Nakon završetka školovanja, radio je u građevinskim poduzećima i rudnicima. Bio je aktivan sudionik niza radničkih štrajkova.

### Španjolski građanski rat
Nakon izbijanja građanskog rata u Španjolskoj, preko Francuske je pješke prešao Pirineje i priključio se redovima internacionalnih brigada. U ratu je stekao čin poručnika vojske španjolske republike. S preostalim pripadnicima Internacionalnih brigada bio je upućen u francuske koncentracijske logore.

### Drugi svjetski rat
Godine 1941., vratio se u Jugoslaviju i priključio se antifašističkim borcima u Slavoniji. Kao iskusan španjolski borac, već je 1941. godine postao zapovjednik Moslavačke partizanske čete, jedne od prvih partizanskih postrojbi na području Moslavine i Slavonije. On i njegova četa sudjelovali su u bici na Gariću, koja je trajala 24 sata. Četa je u borbi pobijedila snažnije neprijateljske snage.
Potkraj 1942. godine, bio je postavljen je za zapovjednika Druge operativne zone. Ubrzo je bio prebačen na dužnost diverzanta. Uz Ivana Hariša-Gromovnika, bio je najpoznatiji partizanski diverzant. Godine 1943., bio je postavljen za rukovoditelja diverzantske sekcije pri Šestom slavonskom korpusu NOVJ. Njegova je sekcija pokrivala čitavo područje Slavonije.
Početkom 1945. godine, Vukomanović je prešao na teritorij Mađarske. Tu je upao u zasjedu, nakon čega je bio sproveden u Budimpeštu, gdje su ga mađarski fašisti predali Nijemcima. Iako nisu znali koga imaju za zarobljenika, Nijemci su ga pod jakom stražom uputili u unutrašnjost Njemačke. Međutim, Vukomanović uspio iskočiti iz vlaka. Vratio se u okupiranu Jugoslaviju i ponovo se priključio slavonskim partizanima.

### Poslijeratna karijera
Kao vojni rukovoditelj, ostao je u Jugoslavenskoj narodnoj armiji još nekoliko godina poslije rata, nakon čega je otišao u mirovinu. Poslije toga je bio potpukovnik JNA u rezervi.
Umro je 13. lipnja 1977. godine u Zagrebu. Sahranjen je u Grobnici narodnih heroja na zagrebačkom groblju Mirogoju.

## Odlikovanja
Nositelj je Partizanske spomenice 1941. i ostalih jugoslavenskih odlikovanja. Ordenom narodnog heroja odlikovan je 27. studenog 1953. godine.